# Сибил Эй
Сиби́л Эй (англ. Sybil A; настоящее имя — О́льга Анато́льевна Магдебу́ра; 1 октября 1994 года в Киеве, Украина) — украинская порноактриса и модель ню.

## Карьера
Работала в кафе. В апреле 2014 года начинает работать фотомоделью, снимаясь в фотосессиях в стиле ню для различных веб-сайтов, в частности таких, как MetArt, Femjoy, MPL Studios, My Naked Doll и других. Её работу в качестве фотомодели отмечала гонконгская ежедневная газета Oriental Daily News, выходящая на китайском языке.
В 2016 году дебютировала в порноиндустрии, начав сниматься в сценах традиционного и лесбийского секса. В июле 2018 года в сцене Oil and Anal, впоследствии вошедшей в состав фильма First Anal 8, впервые снялась в сцене анального секса. Также работает визажистом на съёмках.
Сотрудничает со студиями 21Sextury, DDF Network, LetsDoeIt, MetArt, Nubile Films, SexyHub, Vixen Media Group (Blacked, Tushy и Vixen), X-Art и многими другими.
За сцену триолизма Body Warmth производства студии Vixen в октябре 2020 года Сибил, вместе с Кристианом Клэем и украинкой Ликой Стар, стала обладательницей премии XBIZ Europa Award в категории «Лучшая сцена секса — гламкор».
По состоянию на февраль 2020 года, снялась в общей сложности в 145 фильмах и сценах.

## Награды и номинации
| Год  | Награда           | Результат | Категория                                                                         | Фильм                                                      |
| ---- | ----------------- | --------- | --------------------------------------------------------------------------------- | ---------------------------------------------------------- |
| 2019 | AVN Award         | Номинация | Лучшая сцена секса парень/девушка в иностранном фильме (вместе с Янгом Джеймсом)  | My Neighbor’s Wife 2                                       |
| 2019 | XBIZ Europa Award | Номинация | Лучшая сцена секса — лесбийский фильм (вместе с Джией Лиссой)                     | Seduced by My Bestfriend                                   |
| 2020 | AVN Award         | Номинация | Лучшая лесбийская сцена в иностранном фильме (вместе с Джией Лиссой)              | Glamorous — Stunning (из Seduced by My Best Friend)        |
| 2020 | XBIZ Europa Award | Победа    | Лучшая сцена секса — гламкор (вместе с Кристианом Клэем и Ликой Стар)             | Body Warmth                                                |
| 2021 | AVN Award         | Номинация | Иностранная исполнительница года                                                  | н/д                                                        |
| 2021 | AVN Award         | Номинация | Лучшая лесбийская сцена в иностранном фильме (вместе с Ликой Стар)                | Life Is Beautiful                                          |
| 2021 | AVN Award         | Номинация | Лучшая сцена секса парень/девушка в иностранном фильме (вместе с Чарли Дином)     | Sybil 4 You (из Stars Vol. 1)                              |
| 2021 | XBIZ Europa Award | Номинация | Исполнительница года                                                              | н/д                                                        |
| 2021 | XCritic Award     | Номинация | Лучшая иностранная исполнительница                                                | н/д                                                        |
| 2022 | AVN Award         | Номинация | Иностранная исполнительница года                                                  | н/д                                                        |
| 2022 | AVN Award         | Номинация | Лучшая международная лесбийская сцена (вместе с Кайсой Норд)                      | The Spanish Stallion: Sybil’s Power of Seduction — Scene 3 |
| 2022 | AVN Award         | Номинация | Лучшая международная сцена группового секса (вместе с Бэйби Николс и Чарли Дином) | Sybil, an Indecent Story — Scene 5                         |
| 2022 | AVN Award         | Номинация | Лучшая международная сцена секса парень/девушка (вместе с Эриком Эверхардом)      | The Spanish Stallion: Field of Sluts — Episode 1           |
| 2022 | XBIZ Europa Award | Номинация | Исполнительница года                                                              | н/д                                                        |
| 2022 | XBIZ Europa Award | Номинация | Лучшая сцена секса — гонзо (вместе с Джеком Рипфером и Соней Блейз)               | After the Club                                             |
| 2023 | AVN Award         | Номинация | Иностранная исполнительница года                                                  | н/д                                                        |
| 2023 | AVN Award         | Номинация | Лучшая международная анальная сцена (вместе с Кристианом Клэем)                   | Last Goodbye                                               |
| 2025 | XMA Creator Award | Победа    | Совместный видеоклип года — девушка/девушка (вместе с Энджел Янгс)                | н/д                                                        |
| 2025 | XMA Europa Award  | Номинация | Создательница года                                                                | н/д                                                        |

## Избранная фильмография
- 2017 — Best Friends or Lesbians?
- 2017 — Foxy As Fuck
- 2017 — Sexercise
- 2018 — Erotic Moments: Woman To Woman
- 2018 — Naturally Stacked
- 2018 — Seduced By My Best Friend
- 2019 — A Girl Knows 24
- 2019 — Beautifully Young 2
- 2019 — Beauty Contest
- 2019 — Rocco’s Intimate Castings 26
- 2019 — Size Does Matter 16
- 2019 — The White Boxxx 11
- 2019 — The White Boxxx 22
- 2020 — Bad Girls 2: Lesbian Desires
- 2020 — Coming Home To Her 3
- 2020 — Perfectly Trimmed Bush 10